# Eugenia klaineana
Eugenia klaineana är en myrtenväxtart som först beskrevs av Jean Baptiste Louis Pierre, och fick sitt nu gällande namn av Adolf Engler. Eugenia klaineana ingår i släktet Eugenia och familjen myrtenväxter. Inga underarter finns listade i Catalogue of Life.